# 京都盆地
京都盆地是位於日本京都府的盆地，其範圍北至京都市北區、左京區、東至京都市東山區、伏見區、宇治市，西至京都市西京區、長岡京市、大山崎町，南方則到與平城丘陵相接的木津川市為止，大致上包括舊山城國的中心部至南部的廣大盆地。京都盆地是由三峠斷層帶、西山斷層帶、有馬-高槻構造線、花折斷層等斷層運動所形成的盆地。
桂川自丹波高原、鴨川自北山、宇治川自滋賀縣的琵琶湖、木津川自三重縣名張市流入京都盆地之內。上述河川在八幡市的幸橋附近匯流，成為淀川流往大阪灣。此匯流地點以三川匯流地帶在當地聞名。

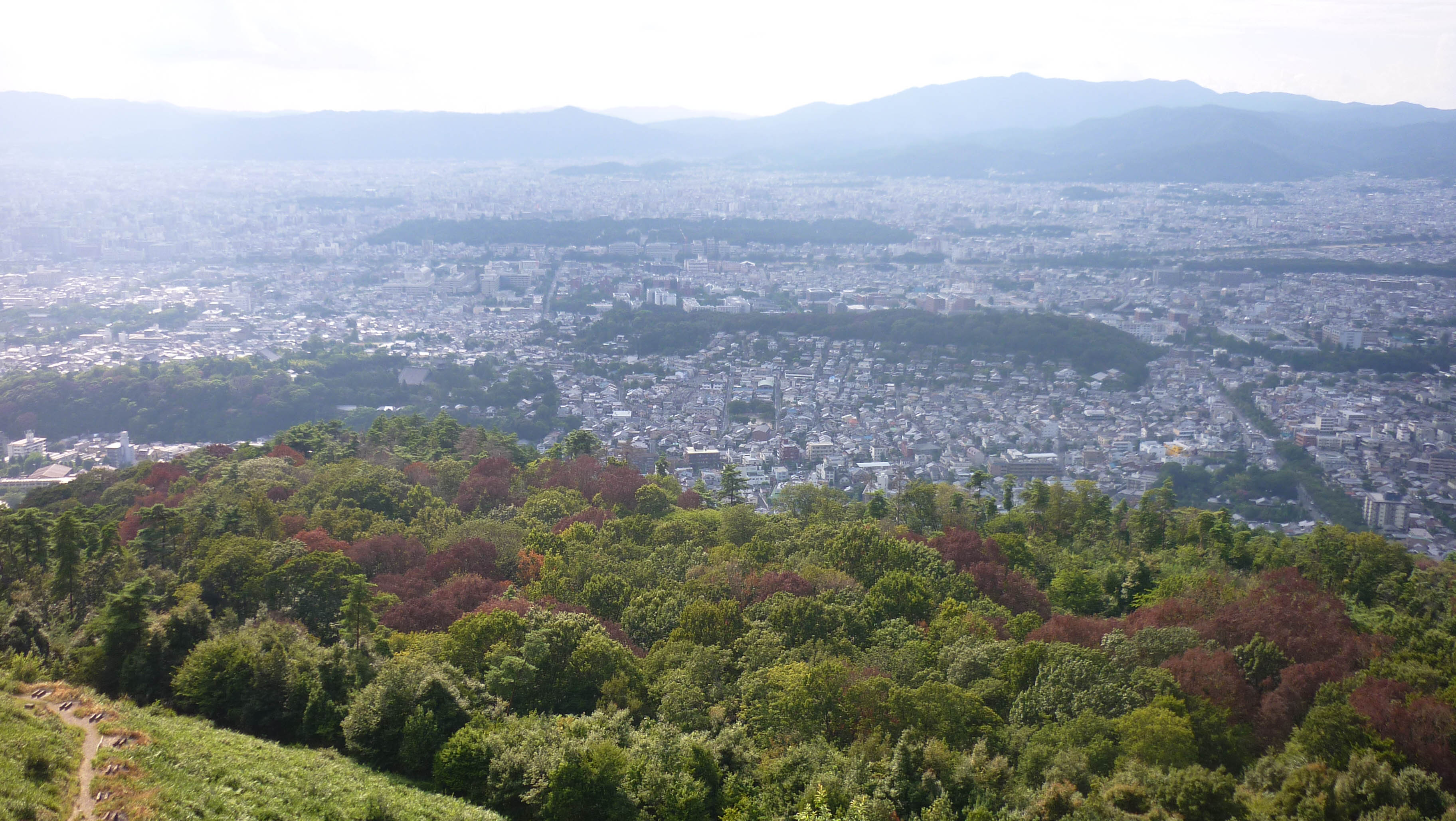
從大文字火床眺望京都盆地